# Ceratonykus
Ceratonykus – rodzaj teropoda z rodziny alwarezaurów (Alvarezsauridae) żyjącego w późnej kredzie, około 70 mln lat temu, na terenie dzisiejszej Azji. Jego szczątki odkryto w formacji Barun Goyot w Mongolii. Został opisany w 2009 przez Alifanowa i Barsbołda w oparciu o niekompletny szkielet (MPD 100/120). Jego nazwa pochodzi od greckich słów keras („róg”) i nychos („szpon”), zapisane nykus, podobnie jak u innych alwarezaurydów: Albertonykus, Mononykus i Patagonykus.
Od innych przedstawicieli Alvarezsauridae odróżniało go wiele cech, m.in. krótsza kość udowa i znacznie skrócona trzecia kość śródstopia. Badania puszki mózgowej Ceratonykus wykazały, że jego mózg nie przypominał w tak dużym stopniu ptasiego, jak sugerowały to wcześniejsze analizy filogenetyczne. Podważają także dotychczasową pozycję systematyczną Alvarezsauridae wewnątrz Theropoda.